# Nagyecséri-csatorna
A Nagyecséri-csatorna Borsod-Abaúj-Zemplén vármegyében ered, Mezőnagymihálytól délkeletre, az egykori Nagyecsér településtől északkeletre. A patak forrásától kezdve nyugati-délnyugati irányban halad, majd eléri a Tiszavalki-főcsatornát.
A Nagyecséri-csatorna vízgazdálkodási szempontból a Bükk és Borsodi-Mezőség Vízgyűjtő-tervezési alegység működési területét képezi.

## Part menti települések
- Nagyecsér